# Jardin botanique Fomine de Kiev
Le jardin botanique Fomine de Kiev est l’un des plus anciens en Ukraine. 
L’Université Tarass-Chevtchenko avait inauguré un jardin botanique en 1839. L’espace occupe aujourd'hui 22,5 hectares (0,225 km2) et dénombre 800 variétés de plantes, dont 143 sont reconnues plantes rares. 
Le jardin est réputé pour sa riche gamme de plantes exotiques : on y trouve la plus grande collection de succulentes dans tous les pays de l’ex URSS. 
La serre du parc, l’une des plus hautes dans le monde, a quant à elle pour vocation d’accueillir les plus vieux et grands palmiers d’Eurasie du Nord. 
C'est en 1935 que le jardin a reçu le nom de l’académicien et botaniste Alexandre Fomine, qui en a longtemps assuré la direction. 
Le jardin possède plusieurs entrées, tout en étant accessible par le transport public à partir de la station de métro « Universytet » (située à la sortie Nord).